# Dušan Ičević
Dušan Ičević (Podgorica, 1934.), crnogorski sociolog i povjesničar, doktor znanosti.
Važnija djela:
- "Nacija i samoupravljanje" (Titograd, 1976.);
- "Nacionalna kultura i kultura nacije" (Beograd, 1984.);
- "Kuda ide nacija" (1986.);
- "Crnogorska nacija" (Beograd, 1998.);
- "Podgorički govor" (Podgorica, 2007.).